# Ковингтон (Индиана)
Ковингтон (англ. Covington) — город и административный центр округа Фаунтин в штате Индиана в Соединённых Штатах Америки.
Согласно данным переписи населения США 2020 года число жителей города 
составляло 2668 человек, что чуть больше, чем было во время предыдущей переписи проводившейся в 2010 году (2645 человек).

## История
Округ Фаунтин был образован 1 апреля 1826 года и в том же году Ковингтон был избран административным центром.
Двухэтажное каркасное здание суда было построено в 1827 году. Местоположение административного центра округа было предметом споров в течение нескольких лет, поскольку Ковингтон был расположен далеко от географического центра округа. В 1831 году был принят закон, который предусматривал перемещение административного центра округа, но после дальнейшего обсуждения было решено, что он должен остаться там, где он был. В конечном итоге появление железных дорог существенно улучшило доступность столицы, а в 1833 году было завершено кирпичное здание суда.
Несколько архитектурных объектов города включены в Национальный реестр исторических мест США.

## География
Ковингтон расположен в западной части округа Фаунтин вдоль реки Уобаш, где реку пересекает трасса U.S. Route 136; выше этого места река уже не судоходна. Межштатная автомагистраль I-74 проходит примерно в полумиле к югу от города.
Согласно переписи 2010 года, общая площадь Ковингтона составляет 1,18 квадратных миль (3,06 км2), вся эта территория приходится на сушу.